# Thelocactus multicephalus
Thelocactus multicephalus är en kaktusväxtart som beskrevs av Josef Jakob Halda och Panar. Thelocactus multicephalus ingår i släktet Thelocactus och familjen kaktusväxter. Inga underarter finns listade i Catalogue of Life.